# 莫斯科物理技术学院
莫斯科物理技术学院（俄语：Московский Физико-Технический институт (государственный университет)），为俄罗斯莫斯科的一所理工院校。该校以理论物理学、应用物理学、应用数学等方面为擅长。该校有时被称作“俄罗斯的MIT”。

## 历史
该校成立于1946年，前身为莫斯科国立大学物理技术系。莫斯科物理技术学院创始人分别是诺贝尔奖获得者彼得·列昂尼多維奇·卡皮察、尼古拉·尼古拉耶維奇·謝苗諾夫和列夫·朗道、亞歷山大·米哈伊洛維奇·普羅霍羅夫、維塔利·拉扎列維奇·金茲堡，苏联科学院院士克里斯蒂亚诺维奇·谢尔盖·阿列克谢耶维奇、洛夫伦提夫·米哈伊尔·阿列克谢耶维奇、姆斯季斯拉夫·弗謝沃洛多維奇·克爾德什、謝爾蓋·帕夫洛維奇·科羅廖夫、拉辛巴赫·鲍里斯·维克多罗维奇。
莫斯科物理技術學院校友包括安德烈·蓋姆、康斯坦丁·諾沃肖洛夫，2010年諾貝爾物理學獎獲得者。

## 院系设置

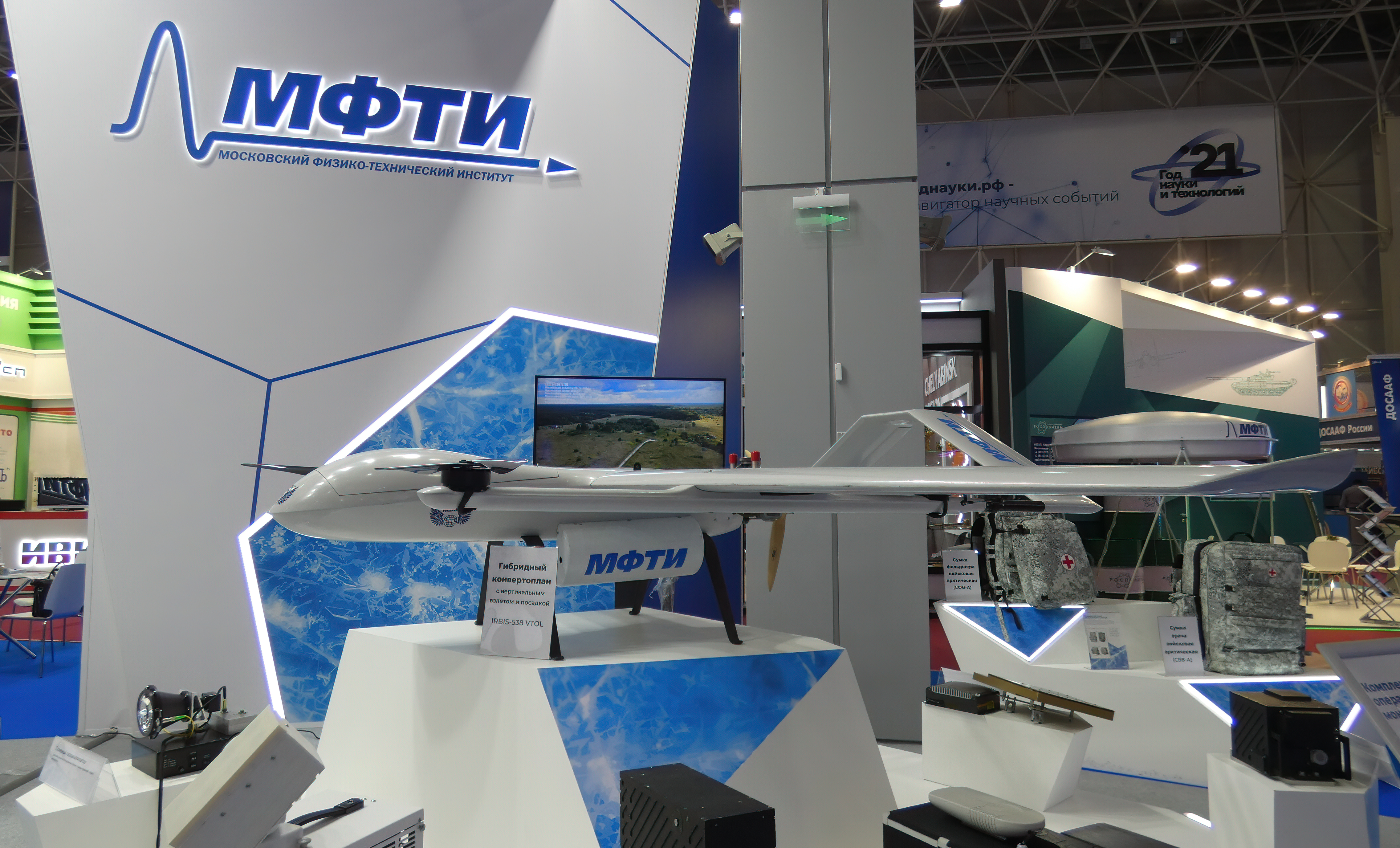
无人机"Irbis-538"

該校現有11個系，分別是無線電工程和控制，物理和應用物理，航空物理和空間研究，分子和生物物理，物理和量子電子學，氣體力學和飛行工程，應用數學和控制，物理和動力工程問題，創新和高科技，納米-生物-信息及認知技術，信息商務系統。信息商務系統只提供碩士課程，接受來自其他學院、院校并擁有學士學位的學生。

## 著名人物
- 康斯坦丁·诺沃肖洛夫，2010年诺贝尔物理学奖得主。
- 安德烈·海姆，2010年诺贝尔物理学奖得主。
- 尤里·米伊洛维奇·巴图林，俄罗斯航天员、政治人物。